# ラリー・マクフェイル
リーランド・スタンフォード・"ラリー"・マクフェイル・シニア（Leland Stanford "Larry" MacPhail Sr., 1890年2月3日 - 1975年10月1日）は、メジャーリーグの球団経営者。ミシガン州キャスシティ生まれ。1930年代のレッズ、ドジャーズの再建に寄与し、第二次世界大戦後はニューヨーク・ヤンキースのオーナーとなった。

## 来歴・人物
マクフェイルは1934年からシンシナティ・レッズの経営に加わり、ナイトゲームの導入などによる観客数の増加策を打つ。レッズの経営に関わったのは1936年までで、1938年にはブルックリン・ドジャーズに移っていたが、後にレッズは1939年、1940年とリーグを制覇、マクフェイルはその基礎を築いたとされる。
1938年からのドジャーズの運営では、初年度にベーブ・ルースをコーチに招くなどの策を取り、ドジャーズを1920年以来の黒字に導く。マクフェイルが経営に加わって以後、ドジャーズは1957年までの20年間で7度リーグを制覇するナショナルリーグの強豪チームとなった。1941年、ドジャーズは21年ぶりのリーグ制覇を遂げるが、その優勝の歓喜の中、当時の監督のレオ・ドローチャーが選手たちを船に乗せて移動していることを知らなかったマクフェイルは、てっきりチームが電車に乗ってグランドセントラル駅に降り立つものと思い、結局駅のプラットフォームで置き去りの格好になってしまう。マクフェイルはこの件で凄まじく怒り、ドローチャーに解雇を言い渡した。しかしドローチャーはマクフェイルが翌年徴兵されたこともあり、その後も引き続きドジャーズの監督を務めている。
1942年にマクフェイルは第二次世界大戦で陸軍に従軍、その間にドジャーズは彼の友人であったブランチ・リッキーに経営の実権が移っていった。戦後ニューヨーク・ヤンキースの経営に加わるが、1947年、ヤンキースがドジャーズに勝利したワールドシリーズの祝勝会でマクフェイルは泥酔して暴れ、記者を殴りつけ、自分は経営者を辞任すると宣言する。翌日、共同経営者だったトッピングとウェッブが彼から球団経営権を買い取る形で、マクフェイルはヤンキースの経営からも退いた。
1975年にフロリダ州マイアミで85歳で亡くなる。1978年にアメリカ野球殿堂入り。息子のリー・マクフェイルは後にアメリカンリーグの会長職を務め、1998年に親子での野球殿堂入りを果たしている。